# Paris Sessions
Paris Sessions ist eine unveröffentlichte Aufnahme der britischen Progressive-Rock-Band Yes (Paris, November 1979). Aufgrund von Streitigkeiten in der Band und nur mäßiger Qualität des Songmaterials resultierte sie nicht in einem Album.

## Hintergrund
Ende 1979 trafen sich Yes (Jon Anderson, Steve Howe, Chris Squire, Rick Wakeman, Alan White) nach der Tormato-Tour mit dem Produzenten Roy Thomas Baker in Paris, um die Arbeit an einem neuen Album aufzunehmen. Der Ort war ein ungeliebter Kompromiss: Wakeman lebte zu dieser Zeit aus steuerlichen Gründen in der Schweiz, der Rest der Band in England, Paris lag auf halbem Weg. Die Plattenfirma hatte Baker als Produzenten engagiert, weil man sich erhoffte, dass dieser Yes dazu bringen könnte, ein kommerzielles Album mit einer potenziellen Hitsingle aufzunehmen. Doch Baker war nicht der Mann, eine Band zu führen, das Material war nur zweitklassig und die Sessions im November 1979 liefen nicht gut, da sich die Band schnell in zwei Lager spaltete (Anderson und Wakeman mit weichen, folkigen (und damit evtl. kommerzielleren) Songs auf der einen, Howe, Squire und White mit härterem Material auf der anderen Seite). Daher sank die Stimmung schnell auf den Nullpunkt. Anders als bislang arbeitete Anderson nun primär mit Rick Wakeman statt mit Steve Howe an den Stücken, was Howe ärgern musste; ging es doch hierbei auch um die Tantiemen für die Komponisten und nicht zuletzt um die Vormachtstellung in der Band. Howe blockierte daraufhin die angesetzten Sessions und spielte nichts oder nur wenig ein; die Gitarrenakkorde der veröffentlichten Aufnahmen stammen von Jon Anderson. Dazu kam die Müdigkeit der 10 Jahre, die die Band hinter sich hatte, und recht profane Dinge wie die Weigerung Wakemans, die Sessions nach England zu verlegen, Streitereien um Geld und Eifersüchteleien auch der Ehefrauen (vor allem Andersons und Squires) untereinander. Es wurde schnell klar, das vor allem Wakeman und Howe, die ja schon bei Tormato kaum noch einen Kompromiss für die Arrangements fanden, sich diesmal absolut nicht würden einigen können. Als sich Alan White zudem beim Rollschuhlaufen den Knöchel brach, kam die Arbeit zum Stillstand. Anderson und Wakeman, die zu dieser Zeit beide auch an Soloprojekten arbeiteten, trafen sich in einem Café in Paris und beschlossen, dass sie vorerst genug hatten.
Anderson flog in einen ausgedehnten Urlaub, und Baker und die übrigen Bandmitglieder kehrten nach Hause zurück, ohne sich über die zukünftige Richtung einig geworden zu sein. Howe, Squire und White trafen sich bald darauf jedoch wieder, um an neuem Material zu arbeiten, diesmal ohne Baker, der die Band für unproduzierbar hielt. Sie hatten keine andere Wahl, da Manager Brian Lane bereits eine Amerika-Tour gebucht hatte, die darüber hinaus schon komplett ausverkauft war. Dieses Material sollte die Basis für das nächste Album Drama (1980) bilden, darunter Run through the Light, Does it really happen? und Tempus fugit, (Have we really got to) Go through this, das später nur live gespielt wurde, auf Drama aber nicht erschien und erstmals auf der Rhino-Ausgabe des Albums zu hören war, Crossfire (auf In a Word: Yes (1969)), auf Bootlegs unter dem Titel Untitled I und ein weiterer namenloser Song, der auf der bei Rhino erschienenen Ausgabe von Drama als Song No. 4 (Satellite) erschien, für Drama jedoch nicht benutzt und daraufhin 1981 von XYZ unter dem Titel Telephone Secrets (oder Telephone Lies) neu eingespielt wurde.
Anfang 1980 spielten die drei das neue Material dem aus dem Urlaub zurückgekehrten Jon Anderson vor. Anderson konnte sich mit den Songs nicht anfreunden. Dazu kam, dass Yes’ Manager, Brian Lane, die Band darauf aufmerksam machte, dass Anderson mehr als den ihm zustehenden Anteil der Bandeinkünfte ausgegeben hatte. Anderson widersprach vehement. Dies führte zu Spannungen in der Band, vornehmlich zwischen Anderson und Howe sowie zu zusätzlichem Ärger zwischen Andersons Frau Jenny und Squires Frau Nikki. Vor die Wahl gestellt, das Geld entweder zurückzuzahlen oder die Band zu verlassen, ging Anderson. Daraufhin sah Wakeman, der Andersons Stimme für unverzichtbar hielt, keine Zukunft mehr für Yes und verließ die Band ebenfalls. Die Streitigkeiten konnten erst einige Jahre später während der Arbeit an dem Album 90125 beigelegt werden.
Chris Squire war damit das letzte noch verbliebene Gründungsmitglied von Yes und erbte dadurch die Namensrechte auf Yes für sich allein. Dies sollte im Jahr 1989 bei der Diskussion um Anderson, Bruford, Wakeman, Howe, die damals gerne unter dem Namen Yes gearbeitet hätten, eine entscheidende Rolle spielen.
Howe, Squire und White arbeiteten daraufhin an ihren Songs weiter und vereinten sich bald mit den Buggles, Trevor Horn und Geoff Downes, mit denen sie das nächste Album Drama einspielten.

## Lieder
Das in Paris in Angriff genommene Album kam nie zustande, das Material wurde von den Bandmitgliedern in der Folge weitgehend ungenutzt gelassen. Lange Zeit war Musik von den Paris-Sessions nur auf Bootlegs erhältlich, erst nach und nach hat die Band Einzelnes veröffentlicht:
- Tango – eigentlich: The Lord Of Mighty – (auf der 5-CD-Box In a Word: Yes). Auf einem Yes-Bootleg mit Namen: THE GOLDEN AGE in einer zirka 4 Minuten längeren Fassung zu finden.
- Never Done Before (auf In a Word: Yes (1969 –), auf Bootlegs unter den Titeln Flower Girl oder Flower Child.) Wurde von Jon Anderson 1980 für SONG OF SEVEN eingespielt, aber nicht veröffentlicht.
- The Golden Age (auf der bei Rhino erschienenen Ausgabe von Drama und, in anderer Form, auf Rick Wakemans Album Rock ‘n’ Roll Prophet) Von Jon Anderson ebenfalls für SONG OF SEVEN eingespielt, aber nicht veröffentlicht. Zu finden auf dem Bootleg: THE SKY AND HIS SHADOW.
- In the Tower (auf der bei Rhino erschienenen Ausgabe von Drama)
- Friend of a Friend (auch bekannt als To let you know), auf der bei Rhino erschienenen Ausgabe von Drama
- Bei Dance Through the Light (als Dancing Through the Light auf der bei Rhino erschienenen Ausgabe von Drama) handelt es sich um eine frühe Version des Drama-Songs Run through the Light.
- Nur die Aufnahme von Everybody loves you ist bisher nicht veröffentlicht worden, eine umgearbeitete Version des Stücks findet sich auf Jon Andersons Solo-Album Song of Seven.

Weitere Versionen von Titeln der Paris-Sessions, die es dann auch nicht auf Andersons "Song Of Seven" schafften, tauchten auf dem Bootleg "The Sky and his Shadow" auf: Golden Age, Flower Child (Never Done Before).
Es ist darüber hinaus nicht unwahrscheinlich, dass die Band weitere Stücke probte, etwa Everybody’s Song das man schon seit den Going for the One-Sessions immer wieder probierte, und das schließlich unter dem Titel Does it really happen auf Drama landete, möglicherweise auch weitere Songs, die später auf Solo-Alben von Wakeman oder Anderson erschienen.

## Besetzung
- Jon Anderson – Gesang, Gitarre
- Steve Howe – Gitarre, Gesang
- Chris Squire – Bass, Gesang
- Rick Wakeman – Keyboards
- Alan White – Schlagzeug, Gesang